# シエスタ (たばこ)
シエスタは、タバコの銘柄の一つ。

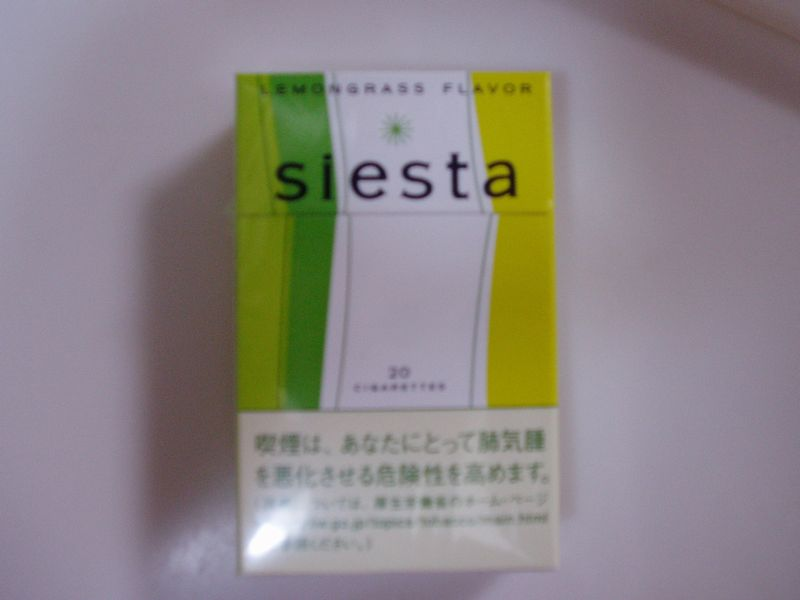
siesta（兵庫県限定販売製品）

レモングラスフレーバーの香りを特徴としたタバコで、リラックス的な効果を目指したもの。2004年7月1日に神奈川県限定で1mgのスリムサイズで発売されたが、不評で一旦販売を終了。翌年2005年7月1日には5mgのキングサイズとして兵庫県限定で再発売されたが2006年8月以降販売終了。パッケージは神奈川県版と兵庫県版とでは全く異なる。

## 販売終了製品
| 製品名               | 価格  | 本数 | 発売年月日   | 廃止年月  | タール | ニコチン | 販売地域 | 備考 |
| -------------------- | ----- | ---- | ------------ | --------- | ------ | -------- | -------- | ---- |
| シエスタ(神奈川県版) | 300円 | 20本 | 2004年7月1日 | 2005年2月 | 1mg    | 0.1mg    | 神奈川県 |      |
| シエスタ (兵庫県版)  | 320円 | 20本 | 2005年7月1日 | 2006年8月 | 5mg    | 0.4mg    | 兵庫県   |      |